# One Froggy Evening
One Froggy Evening és un curtmetratge d'animació en Technicolor d'aproximadament uns 7 minuts de durada. Va ser dirigit per Chuck Jones, amb guió de Michael Maltese i direcció musical per Milt Franklyn. Aquest popular curtmetratge incorporava gran quantitat de peces musicals, des de "Hello! Ma Baby" i "I'm Just Wild About Harry", dos clàssics del Tin Pan Alley de finals del segle xix fins a "Largo al Factotum", ària de l'òpera Il Barbiere di Siviglia. El curt es va estrenar el 31 de desembre de 1955 com a part de la sèrie de curtmetratges de Warner Brothers Merrie Melodies.
One Froggy Evening és protagonitzat per una granota, Michigan J. Frog, amb un gran talent per cantar.
El curt és considerat com un dels millors de la història.
El 1994 va quedar en cinquena posició a la llista 50 Greatest Cartoons. El film ha estat en altes posicions al rànquing d'IMDb a millor curtmetratge de tots els temps. En 2003 la Biblioteca del Congrés dels Estats Units va reconèixer la pel·lícula com a "culturalment significativa", i va seleccionar-la perquè es preservara al National Film Registry. Altres dos curtmetratges dels Looney Tunes dirigits per Chuck Jones, What's Opera, Doc? i Duck Amuck també han rebut el mateix privilegi.
El 1995, Chuck Jones dirigiria una seqüela d'aquest curt: Another Froggy Evening.
| Hello! Ma Baby                                                                                  |
|                                                                                                 |
| "Hello! Ma Baby", una de les cançons del curt, a una versió de 1899 cantada per Arthur Collins. |
|                                                                                                 |